# Tyler Motte
Tyler Motte (* 10. März 1995 in Port Huron, Michigan) ist ein US-amerikanischer Eishockeyspieler, der seit Juli 2024 bei den Detroit Red Wings aus der National Hockey League (NHL) unter Vertrag steht. Zuvor war der Center in der NHL bereits für die Chicago Blackhawks, Columbus Blue Jackets, Vancouver Canucks, Ottawa Senators, zweimal für die New York Rangers sowie die Tampa Bay Lightning aktiv.

## Karriere
Motte verbrachte seine Juniorenzeit in der United States Hockey League (USHL), wo er von 2011 bis 2013 für das US National Team Development Program des US-amerikanischen Eishockeyverbandes USA Hockey aktiv war. In 64 Spielen sammelte er dabei 47 Punkte. Nachdem er zum Ende der Saison 2012/13 altersbedingt aus dem Förderprogramm des Verbandes ausgeschieden war, entschied er sich seine Karriere an einem US-amerikanischen College fortzuführen und damit gegen die Sarnia Sting aus der Ontario Hockey League (OHL), die ihn in der OHL Priority Selection ausgewählt hatten. Ebenso war er im NHL Entry Draft 2013 in der vierten Runde an 121. Stelle von den Chicago Blackhawks aus der National Hockey League (NHL) gezogen worden.
Zur Saison 2013/14 wechselte der Stürmer an die University of Michigan, für deren Eishockeymannschaft er neben seinem Studium parallel in der Big Ten Conference, einer Division im Spielbetrieb der National Collegiate Athletic Association (NCAA), auflief. in den folgenden drei Spielzeiten bis zum Frühjahr 2016 absolvierte Motte insgesamt 107 Spiele für die Universität und sammelte dabei 105 Punkte. Alleine 56 Punkte verbuchte der Angreifer dabei in seinem letzten Jahr, als er das Team mit Kyle Connor, J. T. Compher und Zach Werenski zum Gewinn der Meisterschaft der Big Ten führte und ins First All-Star Team berufen wurde. Des Weiteren gehörte er zu den zehn nominierten Finalisten, die in der Endauswahl um den prestigeträchtigen Hobey Baker Memorial Award standen.
Nach Abschluss der College-Saison wurde Motte Mitte April schließlich von den Chicago Blackhawks unter Vertrag genommen und im restlichen Verlauf der Spielzeit 2015/16 bei den Rockford IceHogs, dem Farmteam Chicagos in der American Hockey League (AHL) eingesetzt. Er absolvierte acht Spiele und sammelte sieben Scorerpunkte. In der Vorbereitung auf die Saison 2016/17 erarbeitete sich der versatile Stürmer einen Platz im NHL-Kader der Chicago Blackhawks und feierte zum Saisonauftakt sein Debüt. Im Juni 2017 wurde Motte samt Artemi Panarin sowie einem Sechstrunden-Wahlrecht für den NHL Entry Draft 2017 an die Columbus Blue Jackets abgegeben, die im Gegenzug Brandon Saad, Anton Forsberg sowie ein Fünftrunden-Wahlrecht für den NHL Entry Draft 2018 nach Chicago schickten. Nach etwas mehr als einem halben Jahr wurde er zur Trade Deadline im Februar 2018 samt Jussi Jokinen zu den Vancouver Canucks transferiert, die dafür Thomas Vanek nach Columbus schickten.
In Vancouver war Motte anschließend über vier Jahre aktiv, ehe er im März 2022, abermals zur Trade Deadline, im Tausch für ein Viertrunden-Wahlrecht im NHL Entry Draft 2023 an die New York Rangers abgegeben wurde. Zur Spielzeit 2022/23 wurde der Angreifer von den Ottawa Senators unter Vertrag genommen, kehrte jedoch im Februar 2023 wieder zu den Rangers zurück. Im Gegenzug erhielten die Senators Julien Gauthier sowie ein konditionales Siebtrunden-Wahlrecht im NHL Entry Draft 2023. Aus dem Siebtrunden-Wahlrecht sollte eines für die sechste Runde werden, sofern die Rangers mindestens die zweite Runde der Playoffs erreichen, was jedoch nicht geschah. Anschließend wechselte Motte im September 2023 als Free Agent zu den Tampa Bay Lightning. In gleicher Weise schloss er sich im Juli 2024 den Detroit Red Wings an.

### International
Auf internationaler Ebene vertrat Motte sein Heimatland im Juniorenbereich bei der World U-17 Hockey Challenge 2012, der U18-Junioren-Weltmeisterschaft 2013 im russischen Sotschi und der U20-Junioren-Weltmeisterschaft 2015 in Kanada. Dabei gewann er bei der World U-17 Hockey Challenge und der U18-Junioren-Weltmeisterschaft jeweils die Silbermedaille. Die U20-Junioren-Weltmeisterschaft beendete er mit den US-Amerikanern auf dem fünften Platz.
Für die Herren-Mannschaft wurde er erstmals für die Weltmeisterschaft 2016 in Russland nominiert. Der Stürmer kam in allen zehn Turnierspielen der US-Boys zum Einsatz und trug drei Scorerpunkte zum Erreichen des vierten Platzes bei.

## Erfolge und Auszeichnungen
- 2016 Big-Ten-Conference-Meisterschaft mit der University of Michigan
- 2016 Big Ten First All-Star Team
- 2016 NCAA West First All-American Team

### International
- 2012 Silbermedaille bei der World U-17 Hockey Challenge
- 2013 Silbermedaille bei der U18-Junioren-Weltmeisterschaft

## Karrierestatistik
Stand: Ende der Saison 2024/25

### International
Vertrat die USA bei:
- World U-17 Hockey Challenge 2012
- U18-Junioren-Weltmeisterschaft 2013
- U20-Junioren-Weltmeisterschaft 2015
- Weltmeisterschaft 2016

(Legende zur Spielerstatistik: Sp oder GP = absolvierte Spiele; T oder G = erzielte Tore; V oder A = erzielte Assists; Pkt oder Pts = erzielte Scorerpunkte; SM oder PIM = erhaltene Strafminuten; +/− = Plus/Minus-Bilanz; PP = erzielte Überzahltore; SH = erzielte Unterzahltore; GW = erzielte Siegtore; 1 Play-downs/Relegation; Kursiv: Statistik nicht vollständig)